# محمدحسن میرحسینی
الگو:زندگی‌نامه علمی
محمدحسن میرحسینی (۲ اردیبهشت ۱۳۳۴ – ۲۶ فروردین ۱۴۰۴) استاد تاریخ، پژوهشگر و یزدشناس برجستهٔ ایرانی و عضو هیئت علمی دانشگاه یزد بود. او آثار متعددی در زمینهٔ تاریخ یزد و تاریخ ایران تألیف و تصحیح کرد.

## زندگی و تحصیلات
محمدحسن میرحسینی در ۲ اردیبهشت ۱۳۳۴ در محمودآباد یزد زاده شد. وی تحصیلات خود را با دریافت کاردانی حقوق در سال ۱۳۵۶ از دانشگاه ملی آغاز کرد. سپس کارشناسی تاریخ را از دانشسرای عالی یزد و کارشناسی ارشد تاریخ را از دانشگاه تهران گذراند و نهایتاً دکترای تاریخ را در دانشگاه تهران دریافت کرد. او تحصیلات عالی خود را زیر نظر استادانی چون عبدالحسین زرین‌کوب و شیرین بیانی گذراند. وی پایان‌نامهٔ کارشناسی ارشد خود را با عنوان آل مظفر به چاپ رساند و پایان‌نامهٔ دکتری او با عنوان اقتصاد یزد در عهد ناصری پس از درگذشت وی در حال چاپ توسط اداره بازرگانی یزد است.

## فعالیت‌های علمی و پژوهشی
محمدحسن میرحسینی به عنوان استاد تاریخ و پژوهشگر، در حوزهٔ تاریخ یزد و تحولات اجتماعی و اقتصادی این شهر شناخته می‌شد. وی علاوه بر تدریس، در گردآوری، تصحیح و نگارش آثار علمی نقش مهمی ایفا کرد. تصحیح و مقدمهٔ کتاب تاریخ‌نامهٔ هرات از عبدالرحمن فامی هروی بر اساس کشف نسخه‌های خطی تازه‌یاب و با همکاری ایرج افشار انجام شد.  
همچنین، او خاطرات سعیدی فیروزآبادی را بر اساس دست‌نوشته‌های فیروزآبادی که از رجال دربار پهلوی دوم بود تصحیح کرد.  
در کتاب آل مظفر، او به تاریخچهٔ آل مظفر و قدرت گرفتن آنها در میبد و گسترش حکومت‌شان به یزد، کرمان و شیراز می‌پردازد.  
از جمله دیگر آثار او انقلاب اسلامی در یزد است که به بررسی تحولات سیاسی یزد در این دوره می‌پردازد. آثار او حول تاریخ اجتماعی، سیاسی و اقتصادی یزد متمرکز است. همچنین از سال ۱۳۷۸ تا ۱۳۸۲ مدیر گروه تاریخ مشاهیر یزد بود.  
پس از تحولات سال ۱۳۸۸ در ایران، از تدریس در دانشگاه محروم شد اما همچنان تا پایان عمر راهنمایی پایان‌نامه‌های متعددی را بر عهده داشت.

## آثار
- تاریخ آل مظفر
- انقلاب اسلامی در یزد (با همکاری عابدی اردکانی)
- تاریخ شهر و شهرنشینی در یزد از خوانین تا پهلوی اول (با همکاری تشکری بافقی)
- اسناد امین‌الضرب (با همکاری ایرج افشار و اصغر مهدوی)
- تصحیح و پیشگفتار کتاب تاریخ‌نامه هرات اثر عبدالرحمن فامی هروی (با همکاری دکتر ابویی مهریزی)
- تصحیح خاطرات سعیدی فیروزآبادی
- اقتصاد یزد در دورهٔ ناصری (پس از درگذشت وی در حال چاپ توسط اداره بازرگانی یزد)

## جایگاه و اهمیت
محمدحسن میرحسینی به عنوان یکی از برجسته‌ترین یزدشناسان معاصر، سهم مهمی در ثبت و تحلیل تاریخ این منطقه داشت. از او مقالاتی دربارهٔ تاریخ زردشتیان یزد نیز به جا مانده است.  
او به عنوان چهرهٔ ماندگار فرهنگی توسط شورای شهر یزد تقدیر شد و موفق به دریافت جایزهٔ کتاب سال استان یزد گردید.